# Francisco Álvares de Nóbrega
Francisco Álvares de Nóbrega, mais conhecido pela antonomásia de Camões Pequeno (Machico, 30 de Novembro de 1773 – Lisboa, 1806), foi um poeta madeirense.
Francisco é considerado um indivíduo emancipado em relação ao seu tempo, à sua gente, e ao modo de desenvolvimento cultural, oficialmente instituído (Freire, 2008). Caracteriza-se pela sua personalidade acerrimamente crítica, mordaz e satírica, um verdadeiro livre pensador, que não hesitava em expressar, em rima, os seus pontos de vista muitas vezes contrários à moral vigente.
Esta franqueza de ideias custar-lhe-ia, com a outros poetas da sua época, penosas "visitas" à Cadeia do Limoeiro onde, como Bocage seu contemporâneo de cárcere, geme às mãos da "Santa Inquisição" e vê agravar, irreversivelmente, o seu estado de saúde.

## Biografia

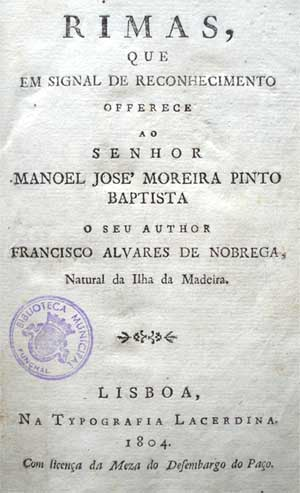
Capa do livro Rimas, editado pelo poeta em 1804.

De acordo com as informações registadas no Livro de Baptismos nº 794 folha nº7, disponível no Arquivo Regional da Madeira, Francisco Álvares de Nóbrega nasceu a 30 de Novembro de 1773, na Rua dos Moinhos, em Machico.
Apesar desta data ser, amplamente, aceite como a data correcta do seu nascimento diversas fontes apontam para outras possibilidades. O professor e advogado madeirense Jaime Constantino de Freitas Moniz (Moniz, 1860) afirma “ter descoberto a data segura do nascimento do poeta, que foi a 30 de Novembro de 1772”, sendo esta a data que consta na sua folha de matrícula no Seminário do Funchal.
De acordo com o professor Luís Freire (Freire 2008) o local do seu nascimento não suscita muitas dúvidas. O poeta terá nascido na freguesia de Machico, num local chamado Sítio dos Moinhos, mais propriamente na Rua dos Moinhos.
Atendendo a Adriano Ribeiro (Ribeiro, 2001) e ao próprio poeta, o pai, Domingos de Nóbrega, seria sapateiro e condestável da Fortaleza de S. João Baptista na cidade de Machico. O mestre Luís Freire alerta para a exiguidade desta informação e a falta de comprovativos documentais que suportem a mesma. Do casamento de Domingos de Nóbrega, em segundas núpcias,  com Ana Rita de Sampaio, no ano de 1773 nasceram cinco filhos e duas filhas.

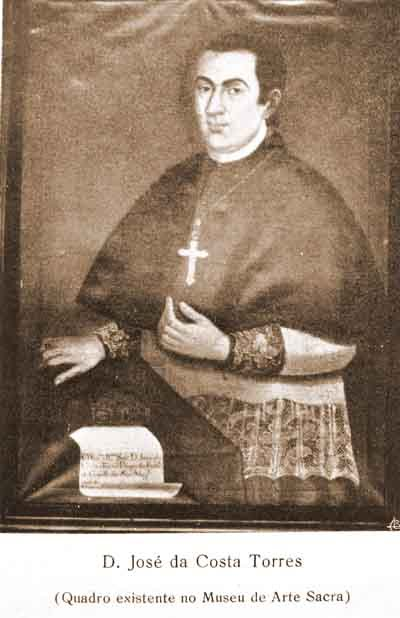
Bispo D. José da Costa Torres.

Após abandonar a sua terra natal, com a tenra idade de nove anos de idade,  Francisco Álvares de Nóbrega vai viver para o Funchal, onde é 

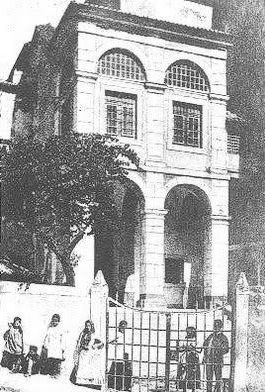
Gravura da fachada principal da Cadeia do Limoeiro na época em que o poeta lá esteve encarcerado.

acolhido na casa de Marcos João de Ornelas, dono de uma loja de fazendas. Inicia neste estabelecimento a sua carreira profissional como empregado da supracitada loja.
Torna-se “protegido” do negociante que terá tido um papel importante na sua educação bem como na sua entrada para o Real Seminário de S. João Evangelista, em Janeiro de 1793. Em 1796, depois de ter recebido as quatro ordens menores (acólito, exorcista, leitor e ostiário), o poeta é excluído do seminário.
Nesta altura os diversos autores divergem quanto à razão da sua exclusão. Segundo Clode (Clode, 1984), Francisco Álvares de Nóbrega é excluído por suspeitar-se de ser mação e, por ordem do Bispo D. José da Costa Torres, é encarcerado na Cadeia do Aljube, Funchal. De acordo com o defendido, por exemplo,  por Vasconcelos (1949), e amplamente aceite, o motivo prende-se com a composição de várias poesias satíricas visando o referido bispo.
Embora o motivo da sua prisão seja discutível, a ocorrência da mesma é facto comprovado. O poeta é encarcerado no Funchal e posteriormente enviado para a Cadeia do Limoeiro, em Lisboa. Tal informação pode ser comprovada consultando o Arquivo Paroquial do Episcopado do Funchal (Livro de Matrículas dos Ordinandos nº 768, página 13 verso), onde está inscrito <<[...] indo preso para o Aljube, daqui para Lisboa onde teve sentença de degredo.
O poeta só terá conseguido alcançar a liberdade após intervenção do bispo que sucede a D. José da Costa Torres, D. Luís Rodrigues de Vilares. Mas novamente este facto não é muito claro pois diversas fontes apresentam argumentos e datas contraditórios (Freire, 2008). Certo é ter existido um relação de grande proximidade entre Francisco Álvares de Nóbrega e o bispo D. Luís Rodrigues de Vilares.
No ano de 1797 Francisco Álvares de Nóbrega, entretanto libertado, volta a ser alvo de um processo sumário. Desta vez o motivo apresentado é blasfémia herética proferida, de acordo com o processo nº 5709, em Outubro do mesmo ano em Machico.
Atendendo ao redigido neste processo as três heresias proferidas pelo poeta foram: a defesa da não existência da imortalidade; a defesa da ideia de a alma “acabar” com a morte do corpo; a ideia de Nossa Senhora não ter sido virgem.
A partir do ano de 1802 o poeta vê o seu estado de saúde degradar-se pois a elefantíase de que padecia piora. Sofre com dores cada vez maiores e vê o seu rosto estigmatizado, a isto associa-se o abandono por parte de alguns dos seus amigos afugentados pelo risco de contágio. Encontra abrigo e protecção na casa do seu amigo, e livreiro, Manuel José Moreira Pinto Baptista.
O seu sossego duraria pouco pois, em Janeiro de 1803, volta a ser detido, numa altura em que se encontrava fisicamente bastante debilitado, estando mesmo acamado. O poeta sofre novo processo inquisitório (processo 15764) entre 16 de Janeiro e 21 de Junho de 1803, durante o qual se manteve em prisão preventiva na Cadeia do Limoeiro.
A pedido do próprio foi julgado num segundo processo, pela Inquisição, entre 22 de Junho e 13 de Agosto de 1803. Durante este hiato temporal sofre seis interrogatórios acompanhados de tortura física e psicológica. Nesses mesmos interrogatórios  o poeta, exortado a confessar todos os seus erros pelo Comissário da Inquisição, manuscreve 12 folhas e meia onde narra vários aspectos da sua vida: onde nasceu, onde estudou, os livros que leu, o que pensava sobre a Maçonaria e o que conhecia da sua actividade em Portugal e no estrangeiro.
Durante o seu cativeiro Francisco Álvares Nóbrega dirige-se a diversos protectores, dedicando-lhes versos, na tentativa de que intercedam favoravelmente no seu caso. Chega mesmo a dirigir versos ao regente D. João VI, príncipe do Brasil. A data da sua libertação é incerta, seguro é que já se encontrava em liberdade no final do ano de 1803 pois publicou a tradução duma novela da autoria de Florian, intitulada Sélico ou Heroísmo Filial.
A data da morte do poeta também não é consensual, sendo 1806 o ano mais aceite como sendo o da sua morte. No entanto o mestre Luís Freire (Freire, 2008) alude à possibilidade da mesma ter ocorrido em 1804.
O poeta terá abraçado a morte na casa do amigo Manuel José Moreira Pinto Baptista, sita na Calçada de S. João Nepomuceno em Lisboa, após ter ingerido, intencionalmente, uma dose excessiva de láudano.
Grande parte da sua obra foi destruída pela inquisição, após a sua morte, sendo por isso escassas as composições poéticas que persistiram até aos nossos dias. No entanto as que resistiram são mais que suficientes para provar o inegável valor do poeta.

## Obra e contexto cultural

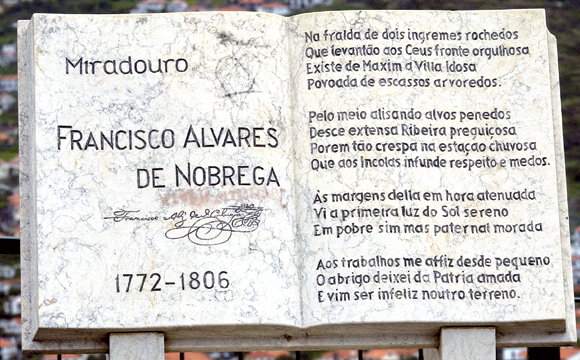
Miradouro Francisco Álvares de Nóbrega, Machico.

A época em que viveu Francisco Álvares de Nóbrega foi marcada por uma atmosfera de mudança, ambiente a que o poeta não foi imune. Questionava-se a aspereza e o conservadorismo da “Velha Ordem”. Os ecos da Revolução Francesa, bem como os ideias que ela encerrava, começavam a se fazer sentir até na Ilha da Madeira. Em 1793, com a idade de vinte anos, entretanto já a frequentar o seminário, vai despertando no plano intelectual, com novas ideias consideradas libertinas para a época, ideias estas que são fruto da sua potencialidade intelectual.
O poeta, influenciado pelos ventos revolucionários desse tempo, sentia-se aferrolhado e oprimido no Colégio Jesuíta, onde lhe aplicavam carradas de arcaísmo em enfadonhas aulas de teologia e Gramática portuguesa e latim (Rui Nepomuceno). É no entanto neste mesmo colégio que contacta com dois mestres que iram influenciar sobremaneira o seu pensamento: o padre João Francisco Lopes Rocha (professor de retórica); e o padre João Pereira da Silva (professor de Latim). A importância que atribui a estes dois professores é comprovada através dos dois sonetos que lhes dedica, valorizando os ensinamentos que através deles adquiriu.
A sua inclinação para a poesia repentista, conjugada com a falta de apego pela carreira eclesiástica, determinaram que muito cedo fosse conhecido como poeta de mérito, e intelectual com pendor para conhecer e divulgar as mais modernas correntes de pensamento da sua época, então muito marcadas pelos ventos da Revolução Francesa, e pelo pensamento rebelde e liberalizante de Voltaire (a quem dedica versos), dos enciclopedistas, e doutros filósofos revolucionários.
A sua personalidade, crítica e mordaz, cedo lhe causa alguns dissabores sendo expulso do seminário e preso por causa dos versos satíricos que dedica ao bispo José da Costa Torres.
Também as ideias que defende, contrárias à ideologia católica vigente, acabariam por ditar o seu encarceramento, acusado de blasfémia herética. Sofre a acção da Inquisição por diversas vezes, onde, encarcerado no Limoeiro, padece actos de tortura física e psicológica.
Na Madeira, como no resto do país, a Maçonaria e os seus elementos eram tenazmente perseguidos. D. Maria I, mandara, por intermédio do ministro José de Seabra da Silva, que se estabelecesse o ataque à intromissão de ideias perniciosas, visando, sobremaneira, os pedreiros-livres que já haviam atormentado os seus antecessores no trono. Um dos mais activos no cumprimento escrupuloso desta ordem foi precisamente o bispo do Funchal D. José da Costa Torres.
Francisco Álvares de Nóbrega é suspeito, e acusado, de pertencer à Maçonaria, chegando mesmo a confessar o seu ingresso nesta sociedade secreta, embora sob coacção física e psicológica. Esta sociedade secreta progressista e baseada no livre pensamento e na tolerância, visando o desenvolvimento espiritual do homem e a edificação de uma sociedade mais livre, justa e igualitária, poderá ter apelado ao poeta que terá, já em Lisboa, aderido à mesma.
Da sua obra restam, infelizmente, poucos vestígios. A maior parte terá sido destruída pela Inquisição para evitar a propagação das ideias nela contida. O que sobra é, no entanto, mais do que suficiente para demonstrar a qualidade do poeta.
Os seus poemas, pelo menos os que resistiram à acção da Santa Inquisição, chegaram aos nossos dias sob a forma de um compêndio de composições poéticas intitulado Rimas. O poeta, após passar os últimos anos da sua vida a retocar e aprimorar a obra, oferece-as ao seu amigo, e protector, Manuel José Moreira Pinto Baptista. A primeira edição da obra data de 1804 e, como se pode verificar pela inscrição na própria capa, é dedicada “em sinal de reconhecimento” ao livreiro Manuel José Moreira Pinto Baptista.